# Kepler-33
Kepler-33 — звезда, которая находится в созвездии Лебедя на расстоянии около 4279 световых лет от нас. Вокруг звезды обращаются, как минимум, пять планет.

## Характеристики
Kepler-33 представляет собой звезду 13,9 видимой звёздной величины, по размерам и массе превосходящую наше Солнце. Её масса и радиус равны 1,2 и 1,8 солнечных соответственно. Температура поверхности составляет приблизительно 5904 кельвинов. Возраст звезды оценивается приблизительно в 4,27 миллиарда лет.

## Планетная система
В 2012 году группой астрономов, работающих с данными, полученными орбитальным телескопом Kepler, было объявлено об открытии сразу пяти планет в системе. Открытие само по себе удивительно тем, что все планеты обращаются очень близко к родительской звезде, в пределах орбиты Меркурия из нашей Солнечной системы. Размеры всех планет варьируются в пределах от 1,5 до 5 земных. Из-за близкого расположения к звезде поверхность планет должна быть раскалена до сотен градусов Цельсия. Ниже приводится сводная таблица более точных данных характеристик планет.